# Королёв, Евгений Иванович
Евгений Иванович Королёв  (1925—1990) — советский врач-нейрохирург и организатор здравоохранения. Главный врач Костромской областной клинической больницы (1970—1990). Заслуженный врач РСФСР (1979).

## Биография
Родился 27 июня 1925 году в селе Болотново, Родниковского района Ивановской области.
С 1942 года в возрасте семнадцати лет, Е. И. Королёв был призван в ряды Рабоче-Крестьянской Красной армии, участник Великой Отечественной войны, был пулемётчиком в составе пехотного полка. С 1943 года был участником Курской битвы где получил тяжёлое ранение.
После лечения в военных госпиталях был комиссован из рядов Советской армии по болезни. Е. И. Королёв не любил рассказывать о войне и участии в Курской битве даже близким людям, на все вопросы он отвечал кратко: «Нечего рассказывать. Это был ад...». За участие в войне был награждён Орденом Отечественной война 1-й степени.
До 1949 года закончил Ивановскую фельдшерскую школу. С 1949 по 1954 годы проходил обучение на хирургическом отделении Ивановского государственного медицинского института, учёбу совмещал с работой лаборанта при лаборатории института, после окончания института получил специализацию врач-хирург. С 1954 по 1962 годы в течение восьми лет работал врачом-хирургом, заведующим хирургическим отделением и в должности — главного врача Островской районной больницы Костромской области, будучи руководителем районной больницы занимался реконструкцией и модернизацией, провёл для неё в короткие сроки водопровод и канализацию, при руководстве административной работы больницы не прекращал и практику хирурга.
С 1962  по 1990 годы, в течение двадцати восьми лет был организатором и первым заведующим вновь открытого нейрохирургического отделения Костромской областной клинической больницы. С 1970 по 1990 годы в течение двадцати лет, вплоть до своей смерти, Е. И. Королёв был — главным врачом Костромской областной клинической больницы. Под руководством и при непосредственном участии Е. И. Королёва были построены лечебный корпус, перинатальный центр, аптека и производственно-хозяйственные корпуса больницы, благодаря Е. И. Королёву более чем в два раза был увеличен коечный фонд областной больницы.
10 декабря 1979 года «За заслуги  в  области народного здравоохранения» Е. И. Королёву было присвоено почётное звание — Заслуженный врач РСФСР.
Скончался 27 июня 1990 года, похоронен на Костромском кладбище города Костромы.

## Награды
- Ордена Отечественной война I степени (11.03.1985[4])
- Орден Трудового Красного Знамени
- Медаль «За победу над Германией в Великой Отечественной войне 1941—1945 гг.»

### Звания
- Заслуженный врач РСФСР (10.12.1979)

## Память
- В 2015 году в Костромской областной больнице торжественно открыли мемориальную доску в честь Евгения Ивановича Королёва[5]
- В 2016 году Костромской областной клинической больнице было присвоено имя Евгения Ивановича Королёва[6][7]